# کژگزینی در بازار خودروهای دست‌دوم

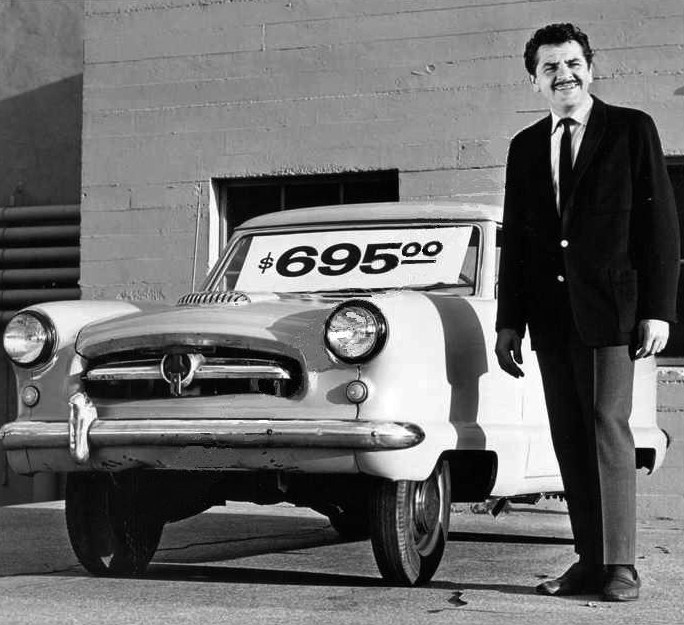
بازار خودروهای دست‌دوم

بازار خودروهای دست‌دوم (به انگلیسی: The Market for Lemons) مقالهٔ معروف جرج آکرلفاست که به کژ گزینی در بازار خودروهای دست‌دوم می‌پردازد. در این بازار، در شرایط عدم تقارن اطلاعات بین خریدار و فروشنده، خودروهای باکیفیت از بازار خارج می‌شوند و تنها خودروهای بی‌کیفیت در بازار خواهند ماند.
در انگلیسی از واژهٔ lemon برای خودروهای دست‌دوم بی‌کیفیت استفاده می‌کنند.
فرض کنید در یک بازاری که خودروهای دست‌دوم مبادله می‌شود، خریداران نمی‌توانند خودروهای باکیفیت و بی‌کیفیت را از هم تشخیص دهند. در این صورت، آن‌ها حاضرند قیمتی ثابت برابر میانگین قیمت خودروی باکیفیت و بی‌کیفیت را بپردازند. با این قیمت ثابت، تنها فروشندگان خودروهای بی‌کیفیت حاضر به فروشند. چراکه قیمت خودروی بی‌کیفیت از متوسط قیمت‌ها کم‌تر است و فروشندگان خودروهای باکیفیت حاضر به فروش نیستند و بازار را ترک می‌کنند. این مسئله را خریداران می‌دانند لذا درنتیجهٔ خروج خودروهای باکیفیت از بازار، قیمت متوسط افت می‌کند. با تکرار این روند طی یک حلقهٔ پس‌خور مثبت، قیمت متوسط مدام افت کرده تا جایی که تنها بی‌کیفیت‌ترین خودروها در بازار می‌مانند.
بنابراین، قیمت خریداران بی‌اطلاع، منجر به کژ گزینی می‌شود که باعث خروج خودروهای باکیفیت از بازار می‌شود. کژ گزینی یک سازوکار بازار است که می‌تواند به سقوط بازار منجر شود. در حقیقت ما با فرض عدم تقارن اطلاعات، از حیطهٔ بازار کامل به‌جایی که بازار شکست می‌خورد، وارد می‌شویم.
در سال ۲۰۰۱ جرج اکرلوف به همراه جوزف استیگلیتز و مایکل اسپنس، به‌پاس کارهایشان در زمینهٔ اطلاعات نامتقارن برنده جایزه نوبل اقتصاد شدند.